# Ґреґ Фейлла
Ґреґ Фейлла (англ. Greg Failla; нар. 9 березня 1968) — колишній американський тенісист.
Найвищу одиночну позицію світового рейтингу — 249 місце досяг 20 травня 1991, парну — 339 місце — 10 грудня 1990 року.

## Фінали ATP Челленджер

### Парний розряд: 1 (0–1)
| Результат | Дата     | Турнір           | Покриття | Партнер         | Суперники                   | Рахунок  |
| --------- | -------- | ---------------- | -------- | --------------- | --------------------------- | -------- |
| Поразка   | Вер 1990 | Богота, Колумбія | Ґрунт    | Карлос Клаверіє | Маурісіо Хадад Маріо Рінкон | 6–7, 6–7 |